# Chaitanya Charitamrita
Das Chaitanya Charitamrita ist eine heilige Schrift des bengalischen Vishnuismus (Gaudiya Vaishnavas). Es ist eine Hagiographie des hinduistischen Mystikers Chaitanya, welcher Begründer der genannten Tradition war.
Das Werk ist in Bengali verfasst, enthält aber auch Sanskrit-Verse. Damit nimmt es innerhalb der religiösen Texte des Gaudiya-Vishnuismus eine vermittelnde Stellung ein, da diese Werke zuvor entweder nur in Sanskrit verfasst waren (und damit die brahmanische Orthodoxie betonten) oder aber ausschließlich Bengali enthielten, welches als „Sprache des Volkes“ auf die individuelle Erfahrung der Krishna-Bhakti (Hingabe zu Krishna) hinwies, welche als neuartig, spontan und innovativ eingeschätzt wurde.
Das Chaitanya Charitamrita besteht aus drei Teilen: Adi Lila, die anfänglichen Spiele Chaitanyas, Madhya Lila, die mittleren Spiele, und Antya Lila, die späteren Spiele Chaitanyas.

## Adi Lila
Das Adi Lila umfasst 17 Kapitel und schildert die ersten 24 Lebensjahre Chaitanyas, von seiner Geburt bis zu seiner Weihe zum Sannyasin.

## Madhya Lila
Der 25 Kapitel enthaltende mittlere Teil ist bei Weitem der längste der drei Teile. Er umfasst die sechs Jahre des Lebens, die Chaitanya in Puri sowie auf Pilgerreisen nach Vrindavan und Südindien verbrachte.

## Antya Lila
Das 20 Kapitel umfassende Antya Lila schildert die letzten 18 Jahre des Lebens von Chaitanya, die er in Puri verbrachte, und seine zunehmenden ekstatischen Gemütsstimmungen, die ein Anzeichen von inniger Liebe zu Gott (Bhakti) darstellen.
Das Werk wurde von Krishnadasa Kaviraja verfasst und beschreibt Chaitanya als androgyne Doppelinkarnation von Krishna und Radha, seiner Geliebten und Shakti.